# Edificacions de la carretera del Far
Les Edificacions de la carretera del Far són una obra del municipi de Roses (Alt Empordà) incloses en l'Inventari del Patrimoni Arquitectònic de Catalunya. Són un conjunt homogeni d'edificacions situades dins del nucli urbà de la població, davant del port pesquer, amb les façanes principals orientades a mar.

## Descripció
Es tracta de cases unifamiliars aïllades amb jardí, de planta tant quadrada com rectangular, formades per diverses crugies adossades i amb les cobertes de teula àrab orientades a una i dues vessants. Consten d'una planta baixa on es distribueixen totes les estances d'habitació, tot i que cal exceptuar els números 43 i 67, ja que també presenten un soterrani i un semisoterrani respectivament, destinats a garatge. Acostumen a tenir un porxo davanter, orientat a mar. En alguns casos presenten altres edificis annexos dins la mateixa finca. Totes les construccions són arrebossades i emblanquinades exteriorment, dotant al conjunt d'un estil de caràcter mediterrani. Tots aquests edificis foren construïts a mitjans del segle XX i concebuts com a xalets o cases d'estiueig.

## Història
Totes aquestes cases es van construir a mitjans del segle xx, entre els anys 1947 i 1956, i van ser dissenyades per arquitectes de renom nascuts a la província de Girona: Joan Aubert i Camps (Olot, 1902-2004), Pelayo Martínez Paricio (Figueres, 1898-1978), Alexandre Bonaterra i Matas, (Figueres, 1916-2006) i el gironí Emili Blanch i Roig.